# Magelona mickminni
Magelona mickminni är en ringmaskart som beskrevs av Nateewathana och Hylleberg 1991. Magelona mickminni ingår i släktet Magelona och familjen Magelonidae. Inga underarter finns listade i Catalogue of Life.